# Vitpannad mes
Vitpannad mes (Sittiparus semilarvatus) är en fågel i familjen mesar inom ordningen tättingar. Den förekommer i Filippinerna på öarna Luzon och Mindanao.

## Utseende och läte
Vitpannad mes är en medelstor (13 cm) mes med relativt lång stjärt och kraftig näbb. Fjäderdräkten är säregen, nästan helsvart hos hanen med en tydlig vit fläck från pannan ner till mellan näbben och ögat. Fåglar på Mindanao har även vitt i vingen. Honan är mörkbrun under. Lätet består av nedåtböjda serie med tre rätt ljusa toner, "piu-piu piu". Även en snabb stammande drill kan höras.

## Utbredning och systematik
Vitpannad mes förekommer i Filippinerna och delas upp i tre underarter med följande utbredning:
- Sittiparus semilarvatus snowi – norra Luzon
- Sittiparus semilarvatus semilarvatus – centrala och södra Luzon
- Sittiparus semilarvatus nehrkorni – Mindanao

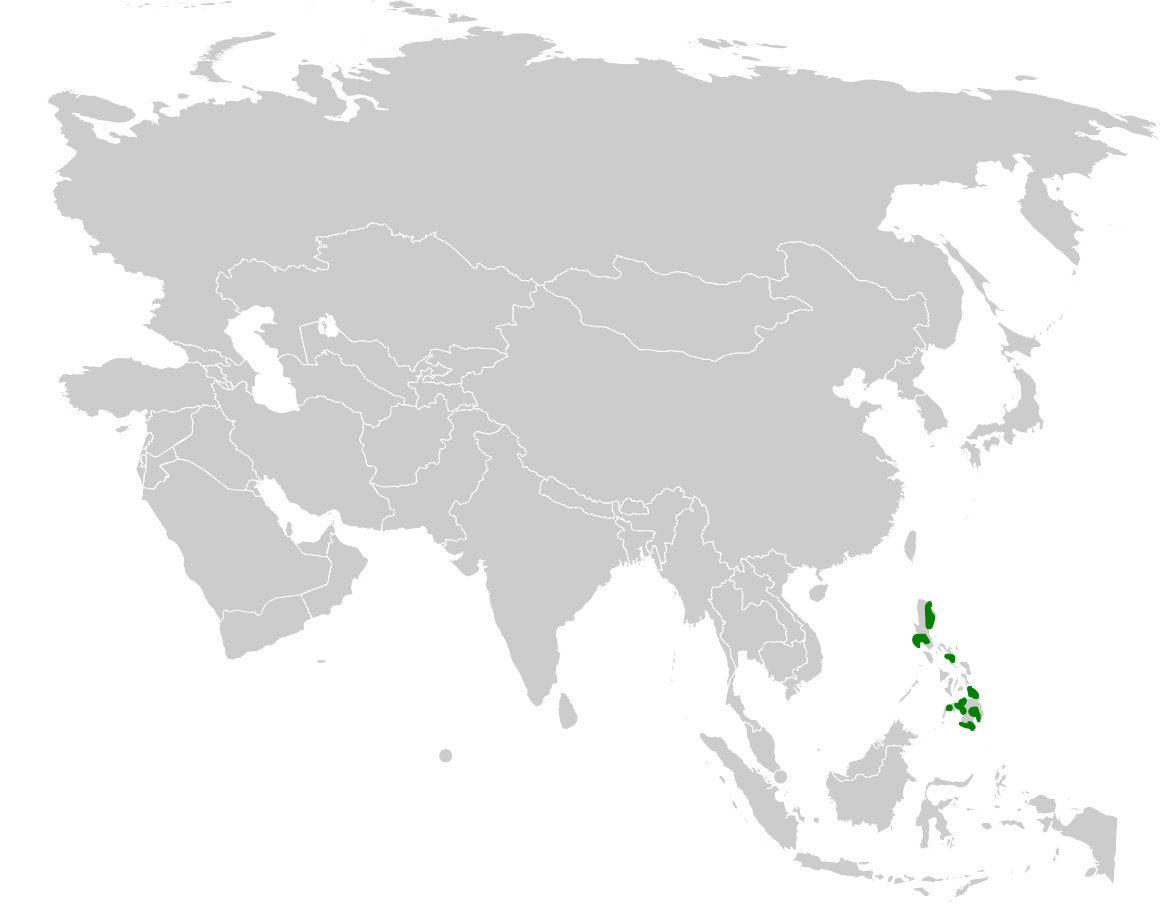
Utbredningskarta för vitpannad mes.

### Släktestillhörighet
Tidigare fördes vitpannad mes med släktingar till Poecile (som ännu tidigare inkluderades i ett stort Parus), men urskiljs numera oftast som ett eget släkte efter DNA-studier.

## Status
Vitpannad mes är en ovanlig och dåligt känd fågelart. Den tros minska relativt kraftigt i antal till följd av skogsavverkningar. Internationella naturvårdsunionen IUCN kategoriserar arten som nära hotad.